# شيكو هاميلتون
شيكو هاميلتون (بالإنجليزية: Chico Hamilton)‏ هو مؤلف موسيقى تصويرية وملحن أمريكي، ولد في 20 سبتمبر 1921 في لوس أنجلوس في الولايات المتحدة، وتوفي في 25 نوفمبر 2013 في نيويورك في الولايات المتحدة بسبب مرض.

## وصلات خارجية
- الموقع الرسمي
- شيكو هاميلتون على موقع IMDb (الإنجليزية)
- شيكو هاميلتون على موقع ألو سيني (الفرنسية)
- شيكو هاميلتون على موقع ميوزك برينز (الإنجليزية)
- شيكو هاميلتون على موقع أول موفي (الإنجليزية)
- شيكو هاميلتون على موقع قاعدة بيانات الأفلام السويدية (السويدية)
- شيكو هاميلتون على موقع أول ميوزيك (الإنجليزية)
- شيكو هاميلتون على موقع ديسكوغز (الإنجليزية)
- شيكو هاميلتون على موقع قاعدة بيانات الفيلم (الإنجليزية)
- شيكو هاميلتون على موقع كينوبويسك (الروسية)